# Destin Daniel Cretton
Destin Yori Daniel Cretton (Haiku; 23 de novembro de 1978) é um diretor, roteirista, produtor e editor estadunidense. Ele é mais conhecido por suas colaborações com Brie Larson, nos filmes Short Term 12 (2013), The Glass Castle (2017) e Just Mercy (2019), assim como Shang-Chi and the Legend of the Ten Rings (2021), do Marvel Studios.

## Biografia
Cretton nasceu em 1978 em Haiku, Havaí, na Ilha de Maui, filho de Janice Harue Cretton, uma cabeleireira japonesa americana, e Daniel Cretton, de ascendência irlandesa e eslovaca, que trabalhava para o corpo de bombeiros. Ele foi educado em casa por sua mãe cristã. Sua irmã Joy é figurinista que trabalhou em vários projetos de Destin. Ele viveu em Haiku, em uma casa de dois quartos com seus cinco irmãos, incluindo a irmã Joy, até os 19 anos de idade. Ele se mudou para San Diego, Califórnia, para frequentar a Universidade Nazarena de Point Loma, onde se formou em comunicação. Depois de se formar, Cretton trabalhou por dois anos como funcionário de uma instituição para adolescentes em risco.
Ele fez curtas-metragens como hobby, que se desenvolveu como caminho profissional. Ele frequentou e se formou na escola de cinema da Universidade Estadual de San Diego.

## Carreira
Enquanto estava na Universidade Estadual de San Diego, Cretton fez um curta-metragem de 22 minutos, Short Term 12, baseado em suas experiências na instituição para adolescentes. O curta estreou no Festival Sundance de Cinema de 2009, onde ganhou o Prêmio do Júri de Curta-Metragem.
Depois de se formar na escola de cinema, Cretton decidiu adaptar o curta em um roteiro de longa-metragem, que ganhou uma das cinco Nicholl Fellowships da Academia de Artes e Ciências Cinematográficas em Roteiro em 2010.
Esse roteiro serviu de base para o que se tornaria o longa-metragem de mesmo nome, também dirigido por Cretton, lançado em 2013. O filme estreou em 10 de março de 2013 no South by Southwest, onde ganhou o Grand Jury and Audience Awards por um longa-metragem narrativo. Aclamado como um dos melhores filmes de 2013, foi listado nas dez melhores listas anuais dos críticos de cinema. O filme ganhou vários elogios, incluindo três indicações ao Independent Spirit Award.
Em 2014, Cretton foi contratado para reescrever o roteiro e dirigir The Glass Castle, uma adaptação do livro de memórias mais vendido de 2005 de Jeannette Walls com o mesmo nome. Sobre uma jovem bem-sucedida criada por pais gravemente disfuncionais. Estrelado por Larson, o filme também apresenta Woody Harrelson e Naomi Watts como pai alcoólatra e mãe excêntrica, respectivamente. O papel de Larson foi originalmente considerado por Jennifer Lawrence, mas ela desistiu enquanto o estúdio procurava o papel principal masculino. O filme foi lançado em 10 de agosto de 2017. Recebeu críticas mistas dos críticos; eles elogiaram as performances de seu elenco (particularmente Larson e Harrelson), mas criticaram os tons emocionais e a adaptação do material de origem.
Em 2016, foi anunciado que Ryan Coogler se uniu a Cretton e a poeta/dramaturga Chinaka Hodge para desenvolver Minors, uma nova série de drama televisivo produzida por Charles D. King. Com base nas experiências de Cretton trabalhando em um orfanato residencial, o histórico de Hodge que ensinou jovens carentes nas escolas de continuação da área da Baía de São Francisco, e a educação de Coogler em East Bay, Minors promete dar uma olhada inflexível na institucionalização, explorando instalações juvenis e as crianças que crescem nesse sistema. A série mostrará como esse sistema molda os jovens ao longo de um período de um ano. Hodge escreverá a série e Coogler e Cretton dirigirão.
Cretton juntou-se posteriormente a Larson e Michael B. Jordan em Just Mercy, um filme de drama baseado no livro de memórias do advogado de defesa dos direitos civis, Bryan Stevenson: Just Mercy: A Story of Justice and Redemption, o mais vendido do New york times. Stevenson fundou o "Equal Justice Institute" em Montgomery, Alabama, onde prestou consultoria de defesa a homens no corredor da morte. A trama segue Stevenson (Jordan) enquanto ele explora o caso de um prisioneiro no corredor da morte, Walter McMillian, a quem ele lutou para libertar. O filme estreou no Festival Internacional de Cinema de Toronto em 6 de setembro de 2019, e foi lançado nos cinemas em 25 de dezembro de 2019 pela Warner Bros. Pictures. Just Mercy foi aclamado pela crítica.
Em março de 2019, Cretton foi contratado pela Marvel Studios para dirigir um filme baseado em Shang-Chi. Tanto o filme quanto o envolvimento de Cretton foram confirmados durante a San Diego Comic-Con International 2019, com o filme intitulado Shang-Chi and the Legend of the Ten Rings. O filme, que é a primeira franquia de filmes de super-heróis da Marvel com protagonista asiático, estrelará Simu Liu como o personagem-título, com Tony Leung e Awkwafina em conjunto. Em 5 de janeiro de 2020, Cretton disse que se inscreveu no projeto porque queria "dar a [seu] filho um super-herói para admirar". O filme seria lançado em 12 de fevereiro de 2021 nos EUA, mas foi adiado para 7 de maio, e posteriormente em 9 de julho devido à pandemia de COVID-19. Durante o meio da pandemia do coronavírus, a produção de Shang-Chi na Austrália foi temporariamente suspensa enquanto Cretton se isolava. A produção foi interrompida em 12 de março de 2020, retomada em agosto de 2020 e concluída em outubro de 2020. Shang-Chi and the Legend of the Ten Rings foi lançado nos cinemas em 3 de setembro de 2021. Em dezembro de 2021, Cretton assinou um acordo com a Marvel Studios e o Onyx Collective, do Hulu, para desenvolver uma sequência de Shang-Chi e uma nova série do MCU para o Disney+ por meio de seu selo de produção Family Owned. Em junho de 2022, foi revelado que a série estava em desenvolvimento inicial e intitulada Wonder Man, centrada no personagem Simon Williams / Magnum, com Cretton dirigindo dois episódios da série e desenvolvendo-a com o criador e showrunner da série, Andrew Guest. Em julho, Cretton foi confirmado como diretor de Avengers: The Kang Dynasty para a Marvel Studios. Em novembro de 2023, Cretton deixou o cargo de diretor de Avengers: The Kang Dynasty para se concentrar em outros projetos da Marvel, como a sequência de Shang-Chi e Wonder Man.
Em dezembro de 2022, Cretton foi revelado como produtor executivo do curta-metragem Same Old, escrito e dirigido por Lloyd Lee Choi. Cretton está definido para produzir uma adaptação do curta-metragem, intitulada Lucky Lu, por meio de seu selo de propriedade familiar ao lado de Ron Najor e Asher Goldstein, com Choi retornando como roteirista e diretor. No ano seguinte, Cretton foi produtor executivo do curta-metragem Closing Dynasty, de Choi.
Em fevereiro de 2024, foi revelado que Cretton estava dirigindo, co-escrevendo e coproduzindo Naruto, baseado na série de mangá de mesmo nome, da Lionsgate. Em setembro do mesmo ano, foi anunciado que Cretton dirigiria Spider-Man: Brand New Day para Sony Pictures e Marvel Studios, com lançamento previsto para 31 de julho de 2026. Em dezembro de 2024, foi relatado que Cretton havia se juntado como produtor executivo da adaptação cinematográfica de In the Garden of Tulips, baseado no romance de Nora Sagal. O projeto marca o reencontro entre Cretton e a diretora Julia Elihu, que se conheceram uma década antes, quando Cretton estava envolvido na criação do programa de cinema na escola de ensino médio de Elihu, a Canyon Crest Academy, em San Diego.

## Vida pessoal
Em 2016, Cretton casou-se com a estilista Nicola “Nikki” Chapman. Eles têm dois filhos.

## Filmografia

### Filmes
| Ano  | Título                                     | Diretor | Roteirista | Notas                                         |
| ---- | ------------------------------------------ | ------- | ---------- | --------------------------------------------- |
| 2012 | I Am Not a Hipster                         | Sim     | Sim        | Também produtor e editor                      |
| 2013 | Short Term 12                              | Sim     | Sim        |                                               |
| 2017 | The Glass Castle                           | Sim     | Sim        | Co-escreveu com Andrew Lanham e Marti Noxon   |
| 2017 | The Shack                                  | Não     | Sim        | Co-escreveu com John Fusco e Andrew Lanham    |
| 2019 | Just Mercy                                 | Sim     | Sim        | Co-escreveu com Andrew Lanham                 |
| 2021 | Shang-Chi and the Legends of the Ten Rings | Sim     | Sim        | Co-escreveu com Dave Callaham e Andrew Lanham |
| 2026 | Spider-Man: Brand New Day                  | Sim     | Não        |                                               |

#### Produtor executivo
- Same Old (2022)

### Documentário
| Ano  | Título                      | Diretor | Roteirista | Notas                       |
| ---- | --------------------------- | ------- | ---------- | --------------------------- |
| 2006 | Drakmar: A Vassal's Journey | Sim     | Sim        | Também co-produtor e editor |

### Televisão
| Ano     | Título                | Diretor | Produtor executivo | Notas                     |
| ------- | --------------------- | ------- | ------------------ | ------------------------- |
| 2022–24 | Tokyo Vice            | Não     | Sim                |                           |
| 2023    | American Born Chinese | Sim     | Sim                | 2 episódios               |
| 2025    | Wonder Man            | Sim     | Sim                | Pós-produção; 2 episódios |